# بت پوسی
کُس خفاشی یا بَت پوسی (انگلیسی: Bat Pussy) یک فیلم پورنوی آمریکایی محصول سال ۱۹۷۱ میلادی است که به‌عنوان پارودی مجموعهٔ تلویزیونی بتمن ساخته شد. این فیلم به دلیل کیفیت پایین و ایرادهای فاحش فنی، دیالوگ‌های عجیب، عدم جذابیت فیزیکی بازیگران اصلی و برانگیزاننده نبودن صحنه‌های سکس، فیلمی «ضدپورن» نامیده شده و لقب بدترین فیلم پورنوی تمام ادوار را از آن خود کرده‌است. باوجوداین، همین ویژگی‌ها سبب شده که فیلم هوادارنی کالت در گذر زمان به‌دست‌آورَد.